# 立子山博恒
立子山 博恒（たつこやま ひろつね、1936年10月10日 ‐ 2006年12月11日）は、日本のアナウンサー。日本放送協会 (NHK)に所属した。

## 来歴
東京都出身。早稲田高等学校、立教大学を卒業後、1959年に入局する。
バラエティ番組などを多く担当した。
1970年代初めに福岡放送局に勤務、その後管理職に昇格して、1975年頃は室蘭放送局で放送部副部長を務め、新人時代の川端義明を指導した。

## 過去の担当番組
- スポーツ中継
- NHKニュースワイド
- スポーツアワー
- セッション
- きょうの料理
  - 1985年に出演した菅原文太に試食よりもビールを促された。
- こんばんはにっぽん
- 連続テレビ小説　和っこの金メダル（ナレーション）
- 青春TVタイムトラベル
- 世界がともだち
- DJショー
- ラジオ深夜便